# Хохлов, Сергей Алексеевич
Хо́хлов Серге́й Алексе́евич (род. 21 сентября 1954, село Кызыл-Озек, Горно-Алтайская АО) — российский управленец и политик, председатель Законодательной Думы Хабаровского края (2010—2013) краевой депутат (2005—2014).

## Биография
Родился 21 сентября 1954 года в селе Кызыл-Озек Майминского района. С 1971 года работал учеником слесаря Горно-Алтайского завода «Электроприбор».
В 1977 году окончил Томский институт автоматизированных систем управления и радиоэлектроники, впоследствии повышал квалификацию в Ленинградском финансово-экономическом институте. Работал инженером, а затем начальником цеха Амурского предприятия «ЭРА».
С 1987 г. — заместитель председателя Центрального райисполкома города Комсомольска-на-Амуре. C 1990 г. — председатель исполкома Центрального районного Совета народных депутатов города Комсомольска-на-Амуре. 
В 1991—1996 гг. — первый заместитель главы администрации города Комсомольска-на-Амуре.
С мая 1996 г. — арбитражный управляющий ОАО «Амурсталь». В 1997—2004 гг. — генеральный директор ОАО «Амурметалл». До 2010 г. — генеральный директор управляющей организации ООО «Сибирско-Амурский металл» (Комсомольск-на-Амуре).
В 2005—2010 гг. — депутат Законодательной Думы Хабаровского края четвёртого созыва. Член постоянных комитетов по бюджету и налогам, по социально-экономическому развитию края, по вопросам государственного устройства и местного самоуправления, по законности и социальной защите населения.
С 2010 года — депутат Законодательной Думы Хабаровского края пятого созыва. 6 апреля 2010 года избран председателем Законодательной Думы Хабаровского края. 30 апреля 2013 года подал прошение об отставке, которое было удовлетворено на заседании Законодательной Думы 29 мая 2013 года.
Решение об отставке принято в день выхода Указа № 436 президента РФ «Об исполняющем обязанности губернатора Хабаровского края Вячеславе Шпорте». Креатура Виктора Ишаева, был кандидатом в Кремле для назначения и. о. губернатора.
Секретарь Хабаровского регионального политсовета «Единой России» до 30 апреля 2013 года, член фракции «Единой России» в Законодательной Думе.

### Семья
Жена — Ирина Анатольевна Хохлова.
Дети: Максим (род. 1977), Екатерина (род. 1980).

## Награды и звания
- Медаль ордена «За заслуги перед Отечеством» II степени.
- «Почётный металлург» (2003).
- В 2003 году включён в рейтинг «1000 самых профессиональных менеджеров России» Ассоциации менеджеров России.